# Carratraca
Carratraca és un municipi d'Andalusia, a la província de Màlaga, situat als contraforts septentrionals de la Serra de Ronda

## Història
L'origen del municipi de Carratraca és del segle xix. José Salgado va escriure una monografia en 1725, on fa constar que en aquesta zona no existia més que una sola casa, coneguda pel nom de Cortijo de Aguas Hediondas. No obstant això, les banyeres trobades en el vessant de la deu, els sepulcres i restes de ceràmica descoberts en punts diferents del poble i sobretot, els vestigis d'una muralla, fan suposar que aquests llocs van estar habitats durant el període de la dominació romana i abandonats després per causes desconegudes es van cobrir d'espessos alzinars.
Carratraca es va formar a l'empara de les seves aigües sulfuroses. Segons la tradició, el descobriment de les propietats terapèutiques de les aigües ho va realitzar un captaire, "Juan Camisón", anomenat així perquè la seva única vestimenta consistia en una camisa de dormir (en espanyol camisón) llarga i grossa, perquè no el molestessin les nafres que li cobrien tot el cos. Aquest home va arribar a un mas situat al costat de la deu per a implorar la caritat dels seus habitants, i va observar que un cabrer tirava l'aigua als animals que tenien úlceres en la seva pell, i al cap de cert temps guarien, llavors dedició banyar-se ell mateix i després de diverses immersions, ell també va sanar. Amb una base més documentada, se sap que en 1817 hi havia un metge encarregat de l'estudi i anàlisi de les aigües i dels malalts.
El municipi de Carratraca es va crear en 1821 per separació del de Casarabonela. La primera sessió que figura en el Llibre d'Actes es va celebrar el dia 14 de desembre de 1836. Dels fets ocorreguts en la vila, destaca per la seva importància la creació del balneari, que a la vista del nombrós públic que venia a prendre els banys i de l'estat d'abandó que es trobaven els primitius safaretjos, per Reial Ordre de 9 de maig de 1847, es va acordar treure a subhasta les obres de construcció del balneari, els projectes del qual i pressupostos van ser aprovats per la Reial Acadèmia de Belles Arts de San Fernando.